# Spring Breakin’ (2024)
Spring Breakin’ (2024)' – trzeci coroczny specjalny odcinek cotygodniowego programu NXT o wrestlingu w chronologii cyklu Spring Breakin’ wyprodukowany przez federację WWE dla zawodników z brandu NXT. Gala była podzielona na dwie części i odbyła się 23 i 30 kwietnia 2024 w WWE Performance Center w Orlando w stanie Floryda. Emisje były przeprowadzone na żywo za pośrednictwem USA Network.
Na pierwszym tygodniu odbyło się sześć walk. W walce wieczoru, Trick Williams pokonał Ilję Dragunova zdobywając NXT Championship; Jeśli Williams by przegrał, musiałby opuścić NXT. W innej ważnej walce, Roxanne Perez pokonała Lyrę Valkyrię i Tatum Paxley w triple threat matchu broniąc NXT Women’s Championship w pierwszej walce w karcie. Pierwszy tydzień był również znany jako ostatnia gala NXT, w której wystąpili Baron Corbin, Blair Davenport, Ilja Dragunov i Lyra Valkyria, ponieważ wszyscy oni zostali powołani do głównego rosteru w drafcie WWE 2024.
Na drugim tygodniu odbyło się także sześć walk. W walce wieczoru, Lola Vice pokonała Natalyę z Raw w pierwszym w historii kobiecym NXT Underground matchu. W innych ważnych walkach, Axiom i Nathan Frazer pokonali Authors of Pain (Akama i Rezara) ze SmackDown broniąc NXT Tag Team Championship oraz w pierwszej walce w karcie, Oba Femi pokonał Ivara broniąc NXT North American Championship. W drugim tygodniu powrócił także Wes Lee, który od grudnia 2023 roku pauzował z powodu kontuzji pleców.

## Produkcja

### Tło
Spring Breakin’ to coroczny program telewizyjny o wrestlingu produkowany przez WWE. Inauguracyjna gala Spring Breakin’ odbyła się jako specjalny odcinek NXT 3 maja w macierzystej bazie NXT, WWE Performance Center w Orlando na Florydzie. Drugie Spring Breakin’ odbyło się 25 kwietnia 2023 roku, ustanawiając tym samym Spring Breakin’ coroczną wiosenną galą NXT. 9 kwietnia 2024 na odcinku NXT ogłoszono, że trzecie Spring Breakin’ odbędzie się 23 i 30 kwietnia 2024, aczkolwiek zostanie rozszerzony do dwuczęściowego odcinka specjalnego.

### Rywalizacje
Spring Breakin’ będzie oferowało walki profesjonalnego wrestlingu z udziałem wrestlerów należących do brandu NXT. Wyreżyserowane rywalizacje (storyline’y) były kreowane podczas cotygodniowych gal NXT. Wrestlerzy są przedstawieni jako heele (negatywni, źli zawodnicy i najczęściej wrogowie publiki) i face’owie (pozytywni, dobrzy i najczęściej ulubieńcy publiki), którzy rywalizują pomiędzy sobą w seriach walk mających budować napięcie. Kulminacją rywalizacji jest walka wrestlerska lub ich seria.

#### Pojedynek o NXT Championship
Na Vengeance Day 4 lutego, Trickowi Williamsowi, któremu towarzyszył Carmelo Hayes, nie udało się zdobyć NXT Championship od Ilji Dragunova. Po walce, Hayes zaatakował Williamsa stalowym krzesłem, kończąc ich współpracę i przy okazji przechodząc heel turn. Na Roadblock, Tony D’Angelo z The D’Angelo Family pokonał Hayesa i został pretendentem nr 1 do NXT Championship na Stand & Deliver. Po walce, Williams powrócił i zaatakował Hayesa w ringu. W następnym tygodniu na odcinku NXT, Williams wyzwał Hayesa na walkę na Stand & Deliver, która następnie została ogłoszona oficjalnie. Na Stand & Deliver, Dragunov skutecznie obronił tytuł, podczas gdy Williams pokonał Hayesa. W następnym odcinku NXT, Williams wezwał Dragunowa, aby rzucił mu wyzwanie o NXT Championship. Dragunov zgodził się na walkę o tytuł na Spring Breakin’ pod warunkiem, że Williams będzie musiał opuścić NXT w przypadku przegranej, na co Williams się zgodził.

#### Pojedynek o NXT Women’s Championship
W grudniu 2023 roku, Tatum Paxley wpadła w obłąkaną obsesję na punkcie ówczesnej NXT Women’s Championki, Lyry Valkyrii. W ciągu następnych kilku miesięcy, Tatum ingerowała w walki Valkyrii, pomagając nawet Valkyrii zachować tytuł na Vengeance Day w triple threat matchu, w którym brała także udział Roxanne Perez. Na Stand & Deliver 6 kwietnia, Perez pokonała Valkyrię i zdobyła tytuł pomimo interwencji Paxley. Na następnym odcinku NXT, Valkyria skonfrontowała się z Perez i zażądała rewanżu później tej nocy, ale Paxley rzuciła ją na stalowe schody, kończąc ich współpracę i przy okazji Paxley przeszła heel turn. 16 kwietnia, w kinowej winiecie Paxley powiedziała, że chciała być blisko Valkyrii i że była dobrą dziewczynką, pomagając Valkyrii pozostać mistrzynią, ale po utracie tytułu Valkyria nic nie znaczyła dla Paxley, która wyraziła swoje pragnienie zostania mistrzynią. Po walce Paxley z Theą Hail, Valkyria zaatakowała Paxley. Później tej nocy za kulisami, Generalna Menadżerka NXT Ava ogłosiła, że Perez będzie bronić swojego tytułu przeciwko Valkyrii i Paxley w triple threat matchu na pierwszym tygodniu Spring Breakin’.

#### Sol Ruca vs. Blair Davenport
Na początku 2023 roku, za atakami stała niezidentyfikowana osoba, w wyniku których kilka członkiń kobiecej dywizji pozostało na półce. Jedną z ofiar ataków była Sol Ruca, a materiał filmowy z ataku został pokazany 25 kwietnia podczas Spring Breakin’ 2023 na odcinku NXT. Na odcinku z 30 maja ujawniono, że napastnikiem była Blair Davenport. Na Roadblock 5 marca 2024 roku, po 11-miesięcznej przerwie, Ruca wróciła po kontuzji i zaatakowała Davenport, co kosztowało ją walkę z Fallon Henley. Miesiąc później, 2 kwietnia na odcinku NXT, Ruca pokonała Davenport w pojedynku. Dwa tygodnie później, Davenport zrzuciła Rucę z najwyższej liny, co kosztowało ją walkę z Lolą Vice. Później tej nocy za kulisami, Ruca zażądała od Generalnej Menadżerki NXT Avy, aby zaplanowała No Disqualification match przeciwko Davenport na pierwszym tygodniu Spring Breakin’. Ava przyjęła żądanie i zaplanowała walkę jako Beach Brawl.

#### Tony D’Angelo, Channing „Stacks” Lorenzo i Luca Crusifino vs. Charlie Dempsey, Damon Kemp i Myles Borne
9 kwietnia na odcinku NXT, podczas segmentu za kulisami pomiędzy członkami No Quarter Catch Crew (Charlie Dempsey, Damon Kemp i Myles Borne), członkowie The D’Angelo Family (Channing „Stacks” Lorenzo, Luca Crusifino i Adriana Rizzo) wyzwali No Quarter Catch Crew na tag team match tej samej nocy, w którym Lorenzo i Crusifino pokonali Kempa i Borne’a. W następnym tygodniu, No Quarter Catch Crew ujawniło, że zatrudniło The D’Angelo Family do wyeliminowania (kayfabe) członka No Quarter Catch Crew Drew Gulaka, ale Tony D’Angelo powiedział, że No Quarter Catch Crew musi zapłacić jemu i jego załodze za ich działania. Dempsey powiedział, że muszą „zaopiekować się trochę śmieciami”, a The D’Angelo Family zrobiło to, aby przy okazji przynieść branży coś dobrego. D’Angelo chciał, żeby ktoś zapłacił i zasugerował, że powinien otrzymać NXT Heritage Cup jako zapłatę, zanim obie drużyny się pokłóciły. Następnie na pierwszy tydzień Spring Breakin’ zaplanowano six-man tag team match pomiędzy The D’Angelo Family i No Quarter Catch Crew.

#### Natalya vs. Lola Vice
26 marca na odcinku NXT, Lola Vice rzuciła otwarte wyzwanie, na które odpowiedziała Natalya z Raw, pokonując Vice. Dwa tygodnie później, Vice zaatakowała Natalyę, co kosztowało ją NXT Women’s Championship. Później tej nocy, Natalya zemściła się i zaatakowała Vice za kulisami. Tydzień później, Natalya wyzwała Vice na pierwszy w historii kobiecy NXT Underground match, który został zaplanowany na drugi tydzień Spring Breakin’.

#### Pojedynek o NXT North American Championship
9 kwietnia na odcinku NXT, NXT North American Champion Oba Femi świętował udaną obronę tytułu przeciwko Joshowi Briggsowi i Dijakowi w triple threat matchu na Stand & Deliver i zapewnił, że pozostanie mistrzem przez długi czas. Pojawił się Ivar z The Viking Raiders z brandu Raw i rzucił wyzwanie Femiemu o tytuł, który został oficjalnie ogłoszony na drugi tydzień Spring Breakin’.

#### Thea Hail vs. Jacy Jayne
15 sierpnia 2023 roku na odcinku NXT, Jayne pokonała Theę Hail z Chase University. Za kulisami po walce Jayne pochwaliła Hail, a następnie została jej mentorką, przechodząc face turn po raz pierwszy od 2021 roku, a Jayne ostatecznie dołączyła do Chase University. Około stycznia 2024 roku, Jayne przyjęła nową protegowaną, Jazmyn Nyx, która pomagała Jayne wygrywać walki, oszukując, czego Hail odmówiła. 12 marca 2024 roku na odcinku NXT, Hail i Fallon Henley przegrały tag team match po tym, jak Jayne odmówiła bycia partnerką Hail w poprzednim tygodniu. Emocjonalna Hail stwierdziła, że zmieniła cały swój wygląd i osobowość, aby bardziej przypominać Jayne, którą była idolką, ale teraz zdaje sobie sprawę, jak toksyczna jest naprawdę Jayne, wyrzekając się swojej przyjaźni z Jayne i deklarując, że wraca do „starej Thei Hail”. W następnym tygodniu, Jayne (wraz z Nyx) zwróciła się przeciwko Chase University, przy okazji obydwie przeszły heel turn. Na Stand & Deliver, Hail, Fallon Henley i Kelani Jordan pokonały Jayne, Kianę James i Izzi Dame w six-woman tag team matchu. 16 kwietnia na odcinku NXT, Tatum Paxley pokonała Hail po interwencji Jayne i Nyx. Następnie ogłoszono oficjalnie walkę pomiędzy Hail i Jayne na drugi tydzień Spring Breakin’.

#### Pojedynek o NXT Tag Team Championship
Pod koniec 2023 roku, Axiom i Nathan Frazer utworzyli tag team. 2 kwietnia 2024 na odcinku NXT, Axiom i Frazer wygrali Turniej NXT Tag Team Championship Eliminator, aby zmierzyć się z NXT Tag Team Championami Baronem Corbinem i Bronem Breakkerem o tytuły na Stand & Deliver, ale nie udało im się wygrać walki. W rewanżu w następnym odcinku NXT, Axiom i Frazer pokonali Corbina i Breakkera i zostali nowymi mistrzami NXT Tag Team. Po walce pojawili się Authors of Pain z The Final Testament ze brandu SmackDown i zaatakowali Axioma i Frazera. Następnie ogłoszono oficjalnie walkę o tytuł na drugi tydzień Spring Breakin’.

## Wyniki walk
| Nr                                 | Wyniki | Stypulacje                                                                         | Czas  |
| ---------------------------------- | --- | ---------------------------------------------------------------------------------- | ----- |
| 1                                  | Roxanne Perez (c) pokonała Lyrę Valkyrię i Tatum Paxley poprzez pinfall | Triple threat match o NXT Women’s Championship                                     | 12:04 |
| 2                                  | The D’Angelo Family (Tony D’Angelo, Channing „Stacks” Lorenzo i Luca Crusifino) (z Adrianą Rizzo) pokonali No Quarter Catch Crew (Charliego Dempseya, Damona Kempa i Mylesa Borne’a) poprzez pinfall | Six-man tag team match                                                             | 11:05 |
| 3                                  | Jaida Parker (z Scryptsem, Lucienem Pricem i Bronco Nimą) pokonała Fallon Henley poprzez pinfall | Singles match                                                                      | 6:30  |
| 4                                  | Sol Ruca pokonała Blair Davenport poprzez pinfall | Beach Brawl                                                                        | 10:29 |
| 5                                  | Lexis King pokonał Barona Corbina poprzez pinfall | Singles match                                                                      | 5:38  |
| 6                                  | Trick Williams pokonał Ilję Dragunova (c) poprzez pinfall | Singles match o NXT Championship Jeśli Williams by przegrał, musiałby opuścić NXT. | 11:56 |
| (c) – mistrz/mistrzyni przed walką | |                                                                                    |       |

| Nr                                 | Wyniki | Stypulacje                                      | Czas  |
| ---------------------------------- | --- | ----------------------------------------------- | ----- |
| 1                                  | Oba Femi (c) pokonał Ivara poprzez pinfall                                                                                               | Singles match o NXT North American Championship | 11:11 |
| 2                                  | Thea Hail (z Andre Chasem, Duke Hudsonem, Rileyem Osbornem i Fallon Henley) pokonała Jacy Jayne (z Jazmyn Nyx) poprzez submission        | Singles match                                   | 7:57  |
| 3                                  | The O.C. (Luke Gallows i Karl Anderson) pokonali Tysona Duponta i Tyrieka Igwe poprzez pinfall                                           | Tag team match                                  | 2:15  |
| 4                                  | Ridge Holland pokonał Shawna Spearsa poprzez pinfall                                                                                     | Singles match                                   | 7:35  |
| 5                                  | Axiom i Nathan Frazer (c) pokonali Authors of Pain (Akama i Rezara) (z Karrionem Krossem, Scarlett i Paulem Elleringiem) poprzez pinfall | Tag team match o NXT Tag Team Championship      | 9:35  |
| 6                                  | Lola Vice (z Shayną Baszler) pokonała Natalyę (z Karmen Petrovic) przez referee stoppage                                                 | NXT Underground match                           | 11:51 |
| (c) – mistrz/mistrzyni przed walką | |                                                 |       |